# هانس فان بروكيلين

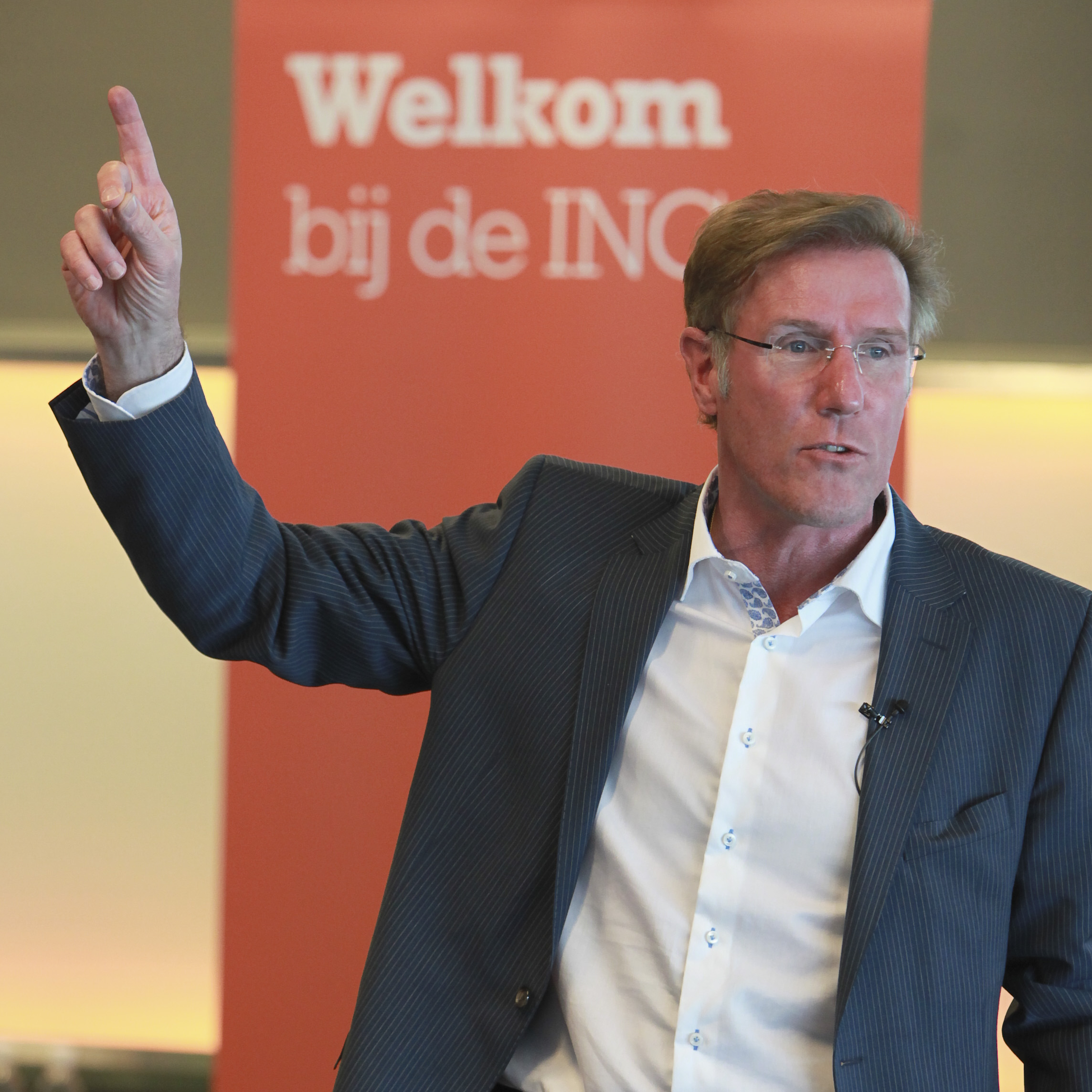
هانس فان بروكيلين

هانس فان بروكيلين (بالهولندية: Hans van Breukelen)‏ ، من مواليد 4 أكتوبر 1956 ، لاعب كرة قدم هولندي سابق.
لعب مع منتخب هولندا لكرة القدم.
له شهرته خصيصاً في مصر بسبب إستقبال شباكه هدف من اللاعب المصرى مجدى عبد الغنى من ركلة جزاء في مباراته أمام منتخب مصر في كأس العالم 1990 في إيطاليا على إستاد باليرمو حيث أُعتبر هذا الهدف وقتها واحد من ثلاثة أهداف سجلتهم مصر في كأس العالم على مر التاريخ

## مسيرته الكروية

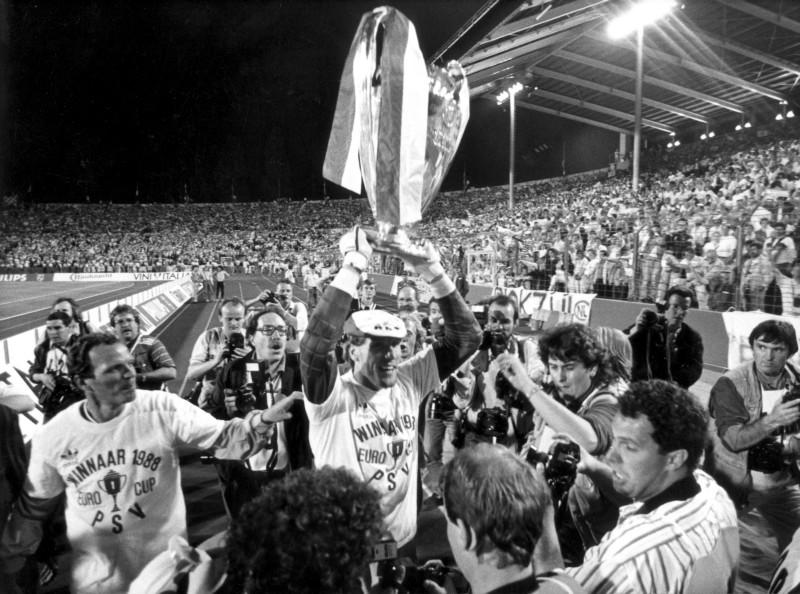
هانس فان بروكيلين

لعب هانس فان بروكيلين خلال مسيرته الاحترافية مع 3 أندية في تسعة عشر موسمًا ولم يسجل خلالها أي هدف ضمن 511 مباراة. حيث فاز في ثلاثة مواسم بالكأس وفي ستة مواسم بالدوري.
خاض هانس فان بروكيلين مسيرته مع نادي أوترخت في موسم 1976–77 ليلعب معه سبعة مواسم، مشاركًا في 142 مباراة ولم يسجل أي هدف. ثم انتقل إلى نادي نوتينغهام فورست في موسم 1982–83 ولمدة موسمين، حيث شارك في 61 مباراة ولم يسجل أي هدف أيضًا. لينتقل بعدها إلى نادي آيندهوفن في موسم 1984–85 ليلعب معه عشرة مواسم، مشاركًا في 308 مباراة ولم يسجل أي هدف أيضًا.

## روابط خارجية
- هانس فان بروكيلين على موقع الاتحاد الدولي (مؤرشف)  (الإنجليزية)
- هانس فان بروكيلين على موقع الاتحاد الأوربي (الإنجليزية)
- هانس فان بروكيلين على موقع قاعدة بيانات كرة القدم.إي يو (الإنجليزية)
- هانس فان بروكيلين على موقع ناشيونال فوتبول تيمز (الإنجليزية)
- هانس فان بروكيلين على موقع عالم كرة القدم.نت (الإنجليزية)